# Tour der südafrikanischen Rugby-Union-Nationalmannschaft nach Schottland und Irland 1965
| Tour der Springboks nach Irland und Schottland 1965 | Tour der Springboks nach Irland und Schottland 1965 | Tour der Springboks nach Irland und Schottland 1965 | Tour der Springboks nach Irland und Schottland 1965 | Tour der Springboks nach Irland und Schottland 1965 |
| Übersicht                                           | S                                                   | G                                                   | U                                                   | N                                                   |
| --------------------------------------------------- | --------------------------------------------------- | --------------------------------------------------- | --------------------------------------------------- | --------------------------------------------------- |
| Test Matches                                        | 2                                                   | 0                                                   | 0                                                   | 2                                                   |
| Sonstige Spiele                                     | 3                                                   | 0                                                   | 1                                                   | 2                                                   |
| Gesamt                                              | 5                                                   | 0                                                   | 1                                                   | 4                                                   |
|                                                     |                                                     |                                                     |                                                     |                                                     |
| Irland                                              | 2                                                   | 0                                                   | 0                                                   | 2                                                   |
| Schottland                                          | 4                                                   | 1                                                   | 0                                                   | 3                                                   |

Die Tour der südafrikanischen Rugby-Union-Nationalmannschaft nach Irland und Schottland 1965 umfasste eine Reihe von Freundschaftsspielen der Springboks, der Nationalmannschaft Südafrikas in der Sportart Rugby Union. Das Team reiste im April 1965 durch Irland und Schottland, wobei es fünf Spiele bestritt. Dazu gehörte je ein Test Match gegen die Nationalmannschaften beider Länder sowie drei weitere Begegnungen mit Auswahlteams. Für die Südafrikaner verlief die Tour sehr enttäuschend; sie verloren vier Spiele und spielten einmal unentschieden. 
Begleitet wurde die Tour von einzelnen Anti-Apartheid-Protesten, die aber noch nicht dieselbe Größe und Intensität hatten wie in späteren Jahren.

## Spielplan
- Hintergrundfarbe gelb = Unentschieden
- Hintergrundfarbe rot = Niederlage

(Test Matches sind grau unterlegt; Ergebnisse aus der Sicht Südafrikas)
| # | Datum          | Gegner                   | Ort       | Stadion             | Ergebnis |
| - | -------------- | ------------------------ | --------- | ------------------- | -------- |
| 1 | 03. April 1965 | Irish Combined Provinces | Belfast   | Ravenhill Stadium   | 8:8      |
| 2 | 06. April 1965 | Irish Students           | Limerick  | Thomond Park        | 10:12    |
| 3 | 10. April 1965 | Irland                   | Dublin    | Lansdowne Road      | 6:9      |
| 4 | 13. April 1965 | Scottish Districts       |           |                     | 8:16     |
| 5 | 17. April 1965 | Schottland               | Edinburgh | Murrayfield Stadium | 5:8      |

## Test Matches
| 10. April 1965 | Irland                                     | 9 : 6         | Südafrika                           | Lansdowne Road, Dublin Zuschauer: 30.000 Schiedsrichter: Peter Brook (England) |
| 10. April 1965 | Versuche: McGrath Straftritte: Kiernan (2) | (3:3) Bericht | Versuche: Mans Straftritte: Stewart | Lansdowne Road, Dublin Zuschauer: 30.000 Schiedsrichter: Peter Brook (England) |

Aufstellungen:
- Irland: Mick Doyle, Kevin Flynn, Mike Gibson, Ken Houston, Kenneth Kennedy, Tom Kiernan, Ronald Lamont, Sean MacHale, Willie John McBride, Patrick McGrath, Ray McLoughlin , Bill Mulcahy, Noel Murphy, Jerry Walsh, Roger Young
- Südafrika: Tommy Bedford, Gabriel Carelse, Dawie de Villiers, Corra Dirksen, Jannie Engelbrecht, John Gainsford, Fanie Kuhn, Avril Malan , Wynand Mans, Hannes Marais, Johan Schoeman, Dave Stewart, Snowy Suter, Donald Walton, Lionel Wilson

| 17. April 1965 | Schottland                                                  | 8 : 5         | Südafrika                              | Murrayfield Stadium, Edinburgh Zuschauer: 30.000 Schiedsrichter: Gwynne Walters (Wales) |
| 17. April 1965 | Versuche: Shackleton Erhöhungen: Wilson Dropgoals: Chisholm | (5:0) Bericht | Versuche: Engelbrecht Erhöhungen: Mans | Murrayfield Stadium, Edinburgh Zuschauer: 30.000 Schiedsrichter: Gwynne Walters (Wales) |

Aufstellungen:
- Schottland: Peter Brown, Mike Campbell-Lamerton, David Chisholm, James Fisher, Derrick Grant, Alex Hastie, Douglas Jackson, Frank Laidlaw, Ian Laughland, David Rollo, Jim Shackleton, Peter Stagg, Norman Suddon, David Whyte, Stewart Wilson
- Südafrika: Jannie Barnard, Gabriel Carelse, Dirk de Vos, Corra Dirksen, Jannie Engelbrecht, John Gainsford, Douglas Hopwood, Fanie Kuhn, Avril Malan , Wynand Mans, Hannes Marais, Johan Schoeman, Snowy Suter, Donald Walton, Lionel Wilson